# Spółdzielnia Spożywców w Ustroniu
Spółdzielnia Spożywców w Ustroniu – jedna z najstarszych spółdzielni w historii polskiej spółdzielczości. Powstała w 1920 i była największą spółdzielnią spożywców po polskiej stronie Śląska Cieszyńskiego. Wielokrotnie zmieniała nazwy.

## Okres międzywojenny
Próba założenia spółdzielni zrodziła się w Klasowych Związkach Zawodowych, PPS, a także w Robotniczym Stowarzyszeniu Kulturalno-Oświatowym „Siła”. Zebranie założycielskie odbyło się 12 grudnia 1920 w lokalu restauracji „Beskid”, a przybyło na nie 300 osób. Oficjalna nazwa spółdzielni brzmiała: Ogólne Stowarzyszenie Spożywcze i Oszczędnościowe w Ustroniu.
Od 1920 do 1922 funkcje członków Zarządu pełniono społecznie. Od 1923 do 1949 etatowo zatrudniony był tylko jeden członek zarządu, pełniący jednocześnie obowiązki prezesa (kierownika) spółdzielni. Ze sprawozdania zarządu za 1921 wynika, że spółdzielnia ustrońska zajęła drugie miejsce wśród spółdzielni po polskiej stronie Śląska Cieszyńskiego.
Komisja Wychowawcza powołana przez Radę Nadzorczą zajmowała się życiem kulturalnym wokół spółdzielni, a dokładniej:
- działalnością propagandową i oświatową,
- kolportażem prasy i wydawnictw spółdzielczych,
- działalnością społeczną (odczyty, akademie, festyny).

W 1928 spółdzielnia zaczęła wydawać własny miesięcznik pt. „Spożywcy Społem”, który był mutacją pisma wydawanego przez Związek Spółdzielni Spożywców RP dla niektórych spożywczych spółdzielni w II RP.
Jednym z ważniejszych wydarzeń w życiu ustrońskiej spółdzielni było przejęcie przez Ogólne Stowarzyszenie w 1938 spółdzielni o nazwie „Spółka Ludowa” z Wisły.

## Okres powojenny
W 1953 z inicjatywa Augustyna Glenska założono chór spółdzielczy, do którego zwerbowało ponad 40 członków. Funkcję chórmistrza objął Jan Lasota – kierownik Szkoły nr 2 w Ustroniu i jednocześnie członek Rady Spółdzielni.

## Liczba członków
- 1921 – 873
- 1925 – 1218
- 1930 – 1452
- 1935 – 1875
- 1938 – 2304

## Prezesi
- w okresie międzywojennym
  - Jerzy Lazar – 12 grudnia 1920 – 1 marca 1923 (2 kadencje)
  - Józef Sztwiertnia – 11 marca 1923 – 7 czerwca 1928 (2 kadencje)
  - Paweł Czudek – 7 czerwca 1928 – 1940 (4 kadencje)
- w okresie powojennym
  - Paweł Czudek – maj 1945 – 22 sierpnia 1950 (3 kadencje)
  - Franciszek Zawada – 22 sierpnia 1950 – 16 marca 1960 (3 kadencje)
  - Jerzy Chlebowczyk – 16 marca 1960 – 31 marca 1963 (2 kadencje)
  - Henryk Kałuża – 1 kwietnia 1963 – 1 czerwca 1970 (3 kadencje)

## Skarbnicy
- Franciszek Borgieł – 12 grudnia 1920 – 5 marca 1922
- Józef Sztwiertnia – 5 marca 1922 – 1 marca 1923
- Jan Macura – 1 marca 1923 – 30 marca 1924
- Karol Lipowczan – 30 marca 1924 – 26 kwietnia 1933 (2 kadencje)
- Jerzy Bujok – 26 kwietnia 1933 – 7 kwietnia 1934

## Inni członkowie
Inni zasłużeni członkowie spółdzielni to m.in.: Karol Biedrawa, Elżbieta Blasbalg, Józef Błahut, Anna Błąkała, Jan Bujas, Józef Chmiel, Józef Cieślar, Ernest Drobczyński, Albrecht Durczak, Józef Irecki, Karol Kojma, Jan Lipowczan, Ewa Kisza, Karol Kisza, Bolesław Kiszczak, Karol Łukosz, Korneliusz Madzia, Adolf Palowicz, Karol Semik, Jerzy Sitek, Karol Szturc, Jan Śmiłowski, Józef Wantulok.